# Safara e Santo Aleixo da Restauração
Safara e Santo Aleixo da Restauração (oficialmente: União de Freguesias de Safara e Santo Aleixo da Restauração) é uma freguesia portuguesa do município de Moura, com 237,2 km² de área e 1566 habitantes (censo de 2021). A sua densidade populacional é 6,6 hab./km².

## História
Foi criada aquando da reorganização administrativa de 2012/2013,  resultando da agregação das antigas freguesias de Safara e Santo Aleixo da Restauração.

## Demografia
A população registada nos censos foi:
| Distribuição da População por Grupos Etários | Distribuição da População por Grupos Etários | Distribuição da População por Grupos Etários | Distribuição da População por Grupos Etários | Distribuição da População por Grupos Etários | Distribuição da População por Grupos Etários |
| -------------------------------------------- | -------------------------------------------- | -------------------------------------------- | -------------------------------------------- | -------------------------------------------- | -------------------------------------------- |
| Antes da agregação                           |                                              |                                              |                                              |                                              |                                              |
| Ano                                          | 0-14 anos                                    | 15-24 anos                                   | 25-64 anos                                   | >= 65 anos                                   | Total                                        |
| 2001                                         | 258                                          | 249                                          | 927                                          | 575                                          | 2009                                         |
| 2011                                         | 262                                          | 164                                          | 916                                          | 529                                          | 1871                                         |
| Após a agregação                             |                                              |                                              |                                              |                                              |                                              |
| Ano                                          | 0-14 anos                                    | 15-24 anos                                   | 25-64 anos                                   | >= 65 anos                                   | Total                                        |
| 2021                                         | 171                                          | 180                                          | 711                                          | 504                                          | 1566                                         |